# 7 Maravilhas da Cultura Popular
7 Maravilhas da Cultura Popular foi um programa da RTP em parceria com as Sete Maravilhas de Portugal que elegeu as 7 Maravilhas da Cultura Popular portuguesa, nas categorias: Artesanato, Mitos e Lendas, Festas e Feiras, Músicas e Danças, Rituais e Costumes, Procissões e Romarias, Artefactos.
Repórteres de Exteriores: Ana Moreira, Catarina Camacho, Catarina Palma, Duarte Rebolo, Francisco Garcia, Graça Moniz, Hélder Reis, Idevor Mendonça, Inês Carranca, Isabel Angelino, Joana Dias, Joana Teles, José Manuel Monteiro, Licínia Macedo, Patrícia Figueiredo, Rita Belinha, Rita de La Rochezoire, Rodrigo Gomes, Sofia Ferreira, Tatiana Ourique e Tiago Goes Ferreira.
As 7 Maravilhas da Cultura Popular eleitas nesta edição foram:
- Romaria de São João D'Arga (Caminha)
- Bailinho da Madeira (Calheta)
- Criptojudaísmo de Belmonte (Belmonte)
- Festas em Honra de Nossa Senhora dos Remédios (Lamego)
- Os Santeiros de São Mamede do Coronado (Trofa)
- Romaria de S. Bartolomeu (Ponte da Barca)
- Colete Encarnado (Vila Franca de Xira)

Os restantes finalistas são:
- A Arte da Seda de Freixo de Espada à Cinta (Freixo de Espada à Cinta)
- Feira de S. Tiago (Covilhã)
- Festa da Bênção do Gado (Riachos)
- Festa da Espiga (Salir)
- Festas de São João de Braga (Braga)
- Muros de Pedra Seca (Porto de Mós)
- Santo António, Festas de Lisboa (Lisboa)

A eleição é realizada através das votações no número de telefone correspondente a cada candidato. A contagem dos votos é auditada pela "PWC".

## Emissões
| Data                  | Localidade / Distrito                      | Apresentadores                                                                                  |
| --------------------- | ------------------------------------------ | ----------------------------------------------------------------------------------------------- |
| 7 de junho de 2020    | Lisboa (Apresentação dos candidatos)       | Vanessa Oliveira e José Carlos Malato Rita Belinha, Tiago Goes Ferreira e José Manuel Monteiro* |
| 28 de junho de 2020   | Bragança (Abertura das linhas telefónicas) | Vanessa Oliveira e José Carlos Malato Hélder Reis*                                              |
| 6 de julho de 2020    | Monchique (Faro)                           | Vanessa Oliveira, José Carlos Malato, Idevor Mendonça e Sofia Ferreira*                         |
| 7 de julho de 2020    | Freixo de Espada à Cinta (Bragança)        | Sónia Araújo, Jorge Gabriel, Rita Belinha e José Manuel Monteiro*                               |
| 8 de julho de 2020    | Cuba (Beja)                                | Vanessa Oliveira, José Carlos Malato, Idevor Mendonça e Rita de La Rochezoire*                  |
| 9 de julho de 2020    | Vila Nova de Foz Côa (Guarda)              | Sónia Araújo, Jorge Gabriel, Rita Belinha e Idevor Mendonça*                                    |
| 10 de julho de 2020   | Mourão (Évora)                             | Vanessa Oliveira, José Carlos Malato, Idevor Mendonça e Francisco Garcia*                       |
| 13 de julho de 2020   | Marvão (Portalegre)                        | Vanessa Oliveira, José Carlos Malato, Inês Carranca e Isabel Angelino*                          |
| 14 de julho de 2020   | Montalegre (Vila Real)                     | Sónia Araújo, Jorge Gabriel, Rita Belinha e Ana Moreira*                                        |
| 15 de julho de 2020   | Mação (Santarém)                           | Vanessa Oliveira, José Carlos Malato, Inês Carranca e Catarina Palma*                           |
| 16 de julho de 2020   | Ponte da Barca (Viana do Castelo)          | Sónia Araújo, Jorge Gabriel, Isabel Angelino e Rita Belinha*                                    |
| 17 de julho de 2020   | Santana (Região Autónoma da Madeira)       | Vanessa Oliveira, José Carlos Malato, Licínia Macedo e Duarte Rebolo*                           |
| 20 de julho de 2020   | Batalha (Leiria)                           | Tânia Ribas de Oliveira, Zé Pedro Vasconcelos, Isabel Angelino e Tiago Goes Ferreira*           |
| 21 de julho de 2020   | Murtosa (Aveiro)                           | Vanessa Oliveira, José Carlos Malato, Catarina Camacho e Rodrigo Gomes*                         |
| 22 de julho de 2020   | Góis (Coimbra)                             | Tânia Ribas de Oliveira, Zé Pedro Vasconcelos, Isabel Angelino e Catarina Camacho*              |
| 23 de julho de 2020   | Castro D'Aire (Viseu)                      | Vanessa Oliveira, José Carlos Malato, Rita Belinha e Inês Carranca*                             |
| 24 de julho de 2020   | Calheta (Região Autónoma dos Açores)       | Tânia Ribas de Oliveira, Zé Pedro Vasconcelos, Tatiana Ourique e Graça Moniz*                   |
| 27 de julho de 2020   | Trofa (Porto)                              | Vanessa Oliveira, José Carlos Malato, Isabel Angelino e Hélder Reis*                            |
| 10 de agosto de 2020  | Montijo (Setúbal)                          | Vanessa Oliveira, Zé Pedro Vasconcelos, Tiago Goes Ferreira e Joana Dias*                       |
| 11 de agosto de 2020  | Póvoa de Lanhoso (Braga)                   | Sónia Araújo, Hélder Reis, Rita Belinha e Joana Teles*                                          |
| 12 de agosto de 2020  | Lourinhã (Lisboa)                          | Vanessa Oliveira, Zé Pedro Vasconcelos, Joana Dias e Patrícia Figueiredo*                       |
| 14 de agosto de 2020  | Penamacor (Castelo Branco)                 | Sónia Araújo, Hélder Reis, Inês Carranca e Sofia Ferreira*                                      |
| 16 de agosto de 2020  | Porto de Mós (Repescagem)                  | Vanessa Oliveira, José Carlos Malato e Inês Carranca                                            |
| 23 de agosto de 2020  | Salir (1.ª semi-final)                     | Vanessa Oliveira, José Carlos Malato e Inês Carranca                                            |
| 30 de agosto de 2020  | Torres Novas (2.ª semi-final)              | Vanessa Oliveira, José Carlos Malato e Tiago Goes Ferreira                                      |
| 5 de setembro de 2020 | Bragança (Pré-final)                       | Sónia Araújo, Hélder Reis e Tiago Goes Ferreira                                                 |
| 5 de setembro de 2020 | Bragança (Gala Final)                      | Catarina Furtado e José Carlos Malato                                                           |

(*Repórteres de Exteriores)